# Paul P. Boswell
Paul P. Boswell (ur. 12 czerwca 1905 w Pittsburghu, zm. 3 marca 1982 w Chicago) – amerykański polityk i lekarz.
Boswell urodził się w Pittsburghu. Uczył się w Central High School w Minneapolis. Boswell był Afroamerykaninem. Ukończył Lincoln University w 1929 i wydział lekarski Uniwersytetu Minnesoty w 1939. Praktykował medycynę w Chicago w Michael Reese Hospital. Boswell był członkiem Izby Reprezentantów stanu Illinois w latach 1965-1966 roku, jako republikanin. Boswell zmarł w Michael Reese Hospital w Chicago.